# Steve Prefontaine
Pour les articles homonymes, voir Préfontaine.
 (novembre 2011).
Si vous disposez d'ouvrages ou d'articles de référence ou si vous connaissez des sites web de qualité traitant du thème abordé ici, merci de compléter l'article en donnant les références utiles à sa vérifiabilité et en les liant à la section « Notes et références ».
Steve Roland Prefontaine (né le 25 janvier 1951 à Coos Bay - mort le 30 mai 1975 à Eugene) est un athlète américain spécialiste des courses de fond sur des distances allant du 1 500 m au 10 000 m.

## Carrière
Il est considéré comme un des plus grands coureurs de fond américains. Avec son style particulier, il prend toujours la tête de la course depuis le début jusqu'à la fin. Il gagne ainsi 128 des 153 courses auxquelles il participe, soit un taux de victoire de 83%.
Il s'entraîne, entre autres, avec Bill Bowerman (l'un des futurs fondateurs de la marque Nike) à l'université de l'Oregon entre 1970 et 1975.
En 1971, Steve Prefontaine remporte la médaille d'or du 5 000 m  des Jeux panaméricains de Cali avec le temps de 13 min 52 s 53.
Au cours de sa carrière, il a détenu tous les records des États-Unis du 2000 m au 10 000 m.
Il meurt dans un accident de voiture à l'âge de 24 ans, au volant d'une MG, après un meeting d’athlétisme organisé par ses soins à Eugene, à quelques dizaines de kilomètres à l’est de Coos Bay. Un « Pre’s Tour » célèbre sa mémoire, depuis son collège à sa tombe. Une salle du Musée d’art de la ville est consacrée à ses exploits sur la piste que célèbrent aussi trois fresques en centre-ville, représentant la vie de « Pre », adolescent à Coos Bay, étudiant à l’université de l’Oregon, en jaune et vert, et champion national, en maillot signé « USA », moustache et cheveux au vent.

## Records
- 1 500 mètres : 3 min 38 s 1
- 2 000 mètres : 5 min 1 s 4
- 3 000 mètres : 7 min 42 s 6
- 5 000 mètres : 13 min 21 s 87
- 10 000 mètres : 27 min 43 s 6
- Mile : 3 min 54 s 6
- 2 miles : 8 min 18 s 29
- 3 miles : 12 min 51 s 4

## Cinéma
La vie de Steve Prefontaine a été portée plusieurs fois à l'écran, notamment dans :
- 1997 : Prefontaine, film américain réalisé par Steve James, où Steve Prefontaine est incarné par Jared Leto
- 1998 : Without Limits, film américain réalisé par Robert Towne, où Steve Prefontaine est interprété par Billy Crudup
- 2016 : Free to run, film documentaire de Pierre Morath sur la course

## Littérature
La vie de Steve Prefontaine a été racontée dans :
- Pre: The Story of America's Greatest Running Legend, Steve Prefontaine, biographie de Tom Jordan (Rodale Books, 1997).
- À propos de Pre, roman de Daniel Charneux (Bruxelles, éditions M.E.O., 2020).